# 2024년 FIFA 인터콘티넨털컵
2024년 FIFA 인터콘티넨털컵(2024 FIFA Intercontinental Cup)은 2024년 9월 22일부터 12월 18일까지 개최된 1번째 FIFA 인터콘티넨털컵으로 결승전은 카타르 도하에 진행되었다.

## 참가팀
| 팀명              | 소속 연맹              | 자격                             | 본선 진출 확정일 |
| 결승전 자동 진출  | 결승전 자동 진출       | 결승전 자동 진출                 | 결승전 자동 진출 |
| ----------------- | ---------------------- | -------------------------------- | ---------------- |
| 레알 마드리드     | 유럽 축구 연맹         | 2023-24년 UEFA 챔피언스리그 우승 | 2024년 6월 1일   |
| 2라운드 자동 진출 |                        |                                  |                  |
| 알아흘리          | 아프리카 축구 연맹     | CAF 챔피언스리그 2023-24 우승    | 2024년 5월 25일  |
| CF 파추카         | 북중미카리브 축구 연맹 | CONCACAF 챔피언스리그 2024 우승  | 2024년 6월 1일   |
|                   | 남미 축구 연맹         | 2024년 코파 리베르타도레스 우승  | 2024년 11월 30일 |
| 1라운드 진출      |                        |                                  |                  |
| 알아인            | 아시아 축구 연맹       | 2023-24년 AFC 챔피언스리그 우승  | 2024년 5월 25일  |
| 오클랜드 시티     | 오세아니아 축구 연맹   | OFC 챔피언스리그 2024 우승       | 2024년 5월 24일  |

## 경기 결과

### 1라운드
| 알아인 FC | 6 - 2  | 오클랜드 시티 |
| --------- | ------ | ------------- |
|           | 리포트 |               |